# Dawei Island
Dawei Island är en ö i Myanmar.   Den ligger i regionen Taninthayiregionen, i den södra delen av landet, 800 km söder om huvudstaden Naypyidaw. Arean är 99 kvadratkilometer.
Terrängen på Dawei Island är lite kuperad. Öns högsta punkt är 686 meter över havet. Den sträcker sig 34,3 kilometer i nord-sydlig riktning, och 10,9 kilometer i öst-västlig riktning.